# Dianafisch
Der Dianafisch (Luvarus imperialis) oder auch Hahnenfisch ist die einzige Art in der Familie Luvaridae. Die systematische Stellung der seltsamen Fische war lange Zeit umstritten. Sie wurden früher auch zu den Makrelenartigen (Scombroidei) gerechnet.
Heute sieht man, dass der britische Ichthyologe Charles Tate Regan vor hundert Jahren schon zu Recht vermutet hat: Der nächste Verwandte ist der Halfterfisch (gemeinsam mit seiner Schwestergruppe, den Doktorfischen).

## Merkmale
Die gold- oder silbrigrosafarbenen Tiere werden 1,8 Meter lang und über 100 Kilogramm schwer. Die unpaaren Flossen sind blassrot. Bei „erwachsenen“ Tieren wird der Kopf vorne aufgetrieben. Die Fische ernähren sich von gallertigen, planktonischen Tieren wie Quallen oder Salpen.
Flossenformel: Dorsale 20, Anale 22

## Verbreitung
Dianafische leben weit verbreitet im Atlantik, Pazifik, Indischen Ozean und im westlichen Mittelmeer. Nördlich gehen sie im Atlantik bis nach Bergen in Norwegen. Im Süden kommen sie bei Neuseeland, Südafrika und Chile vor.

## Fortpflanzung
Dianafische legen sehr viele Eier, in einem 1,7 Meter großen Exemplar fand man 47,5 Millionen. Die Larven sind zunächst durchsichtig. Rücken- und Afterflosse sind sehr lang. Das Larvenstadium wird Hystricinellea genannt. Ab einer Länge von 2,5 Zentimetern wandeln sie sich in das nächste, Astrodermella genannte Stadium um, das früher als eigene Art Astrodesmus elegans angesehen wurde. Mit einer Länge von 40 Zentimetern wechseln sie zum letzten, Luvarella genannten Stadium. Erst bei einer Länge von einem Meter bekommen sie das Aussehen der erwachsenen Tiere, die Flossen werden kürzer.

## Sonstiges
In Spanien ist der Dianafisch ein sehr bekannter Speisefisch (emperador), der aber nur in Filets auf den Markt kommt: Die Fischhändler erhalten sehr selten ein komplettes Exemplar. Der Geschmack ist hervorragend.